# Italsanità
Italsanità SpA fu una società del gruppo IRI-Iritecna, costituita nel 1988 per operare nel settore della promozione, progettazione, realizzazione e gestione di infrastrutture sanitarie. Fino al 1990, essa ha svolto solo attività promozionale, finalizzata ad ottenere l'attribuzione di appalti pubblici.
Successivamente la società fu al centro di uno scandalo giudiziario. A seguito del buco finanziario creato con alcune operazioni condotte nel 1990 e riguardanti la locazione di immobili da ristrutturare ed adattare al fine di adibirli a residenze sanitarie, nel 1992 la società è stata posta in liquidazione. Il fallimento della società portò ad un maxiprocesso che si concluse con le condanne, tra gli altri, dell'amministratore delegato Ugo Benedetti per "truffa ai danni dello Stato" e di Mauro Leone (figlio dell'ex Presidente della repubblica Giovanni Leone) coinvolto nella sua qualità di vicepresidente del Crediop, nonché di Ferdinando Mach di Palmstein, Tullio Ciarrapico (figlio di Giuseppe Ciarrapico, anch'egli coinvolto nell'inchiesta), Marco Squatriti, avvocato d'affari noto alle cronache per la vita principesca e per aver sposato la modella tunisina Afef Jnifen. I capi d'accusa andavano dalla truffa al falso in bilancio ed alla tentata estorsione.